# Kazar (obwód orłowski)
Kazar (ros. Казарь) – wieś (sieło) w Rosji, w obwodzie orłowskim, w rejonie zalegoszczeńskim. W 2010 liczyła 649 mieszkańców.